# Apamea gemmosa
Apamea gemmosa är en fjärilsart som beskrevs av Herrich-Schäffer 1845. Apamea gemmosa ingår i släktet Apamea och familjen nattflyn. Inga underarter finns listade i Catalogue of Life.